# Catedral de Wawel
A Real Catedral Basílica dos Santos Estanislau e Venceslau no Monte Wawel (em polonês/polaco:  królewska bazylika archikatedralna śś. Stanisława i Wacława na Wawelu), também conhecida como Catedral de Wawel (em polonês/polaco:  katedra wawelska), é uma igreja católica romana localizada no monte Wawel, em Cracóvia, na Polônia. Com mais de 900 anos de idade, é o santuário nacional polonês e tradicionalmente tem servido como local de coroação dos monarcas poloneses, bem como a Catedral da Arquidiocese de Cracóvia. O Papa João Paulo II ofereceu a sua primeira missa como padre na Cripta da Catedral em 2 de novembro de 1946.
A atual catedral gótica, é o terceiro edifício neste local: o primeiro foi construído e destruído no século XI, a segunda, construída no século XII, foi destruída por um incêndio em 1305. A construção da atual começou no século XIV, sob as ordens do bispo Nanker.

## Interior
A Catedral é composta por uma nave com uma nave lateral, transepto com corredores, um coro com corredores casal e uma abside com capelas deambulatórias radiantes. O altar-mor, localizado na abside, foi fundada cerca de 1650 pelo bispo Piotr Gembicki e criada por Giovanni Battista Gisleni. A pintura do altar de Cristo Crucificado por Marcin Blechowski é do século XVII. Sobre o altar principal está à altura do dossel de mármore preto sustentado por quatro pilares, desenhados por Giovanni Battista Trevano e Matteo Castelli entre 1626 e 1629. Debaixo do dossel está localizado num caixão de prata o padroeiro nacional São Estanislau (Stanisław) criado entre 1669-1671, após o anterior (doada em 1512 pelo rei Sigismundo I, o Velho) foi roubado pelos suecos em 1655.

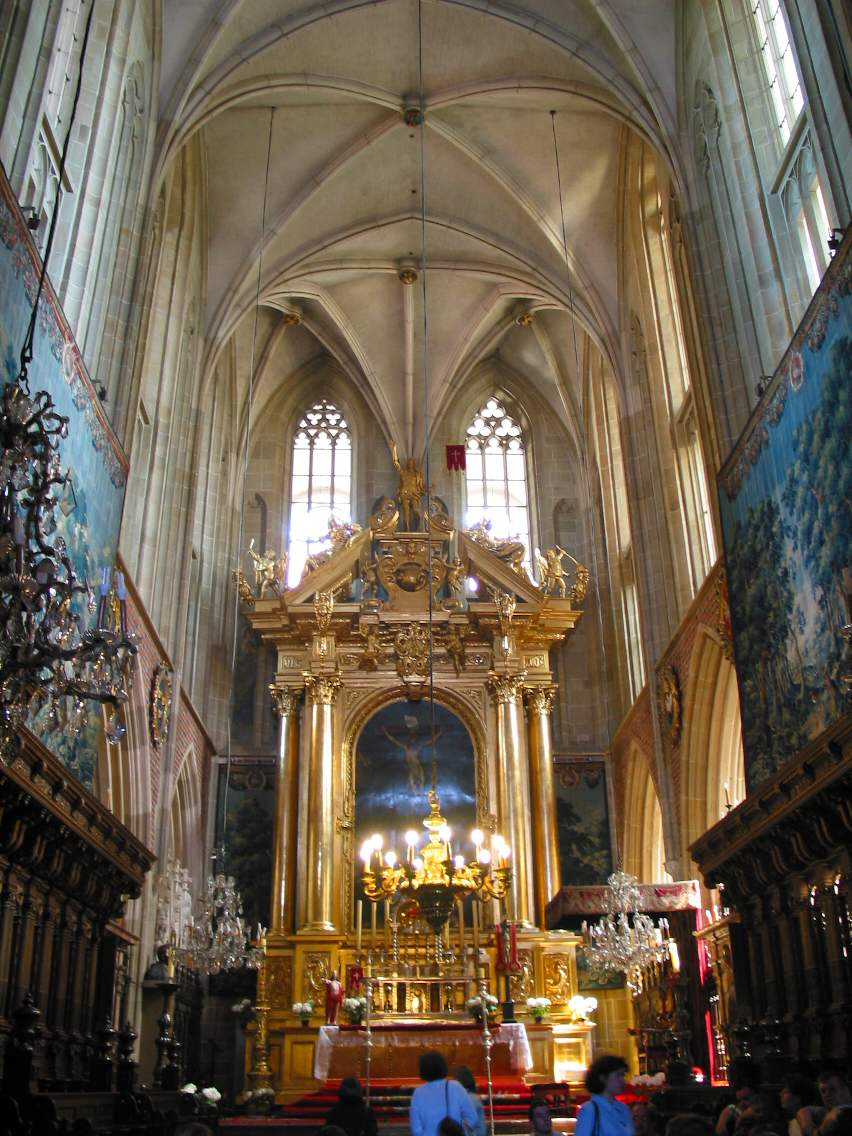
O altar-mor dourado estabelecido por volta de 1650
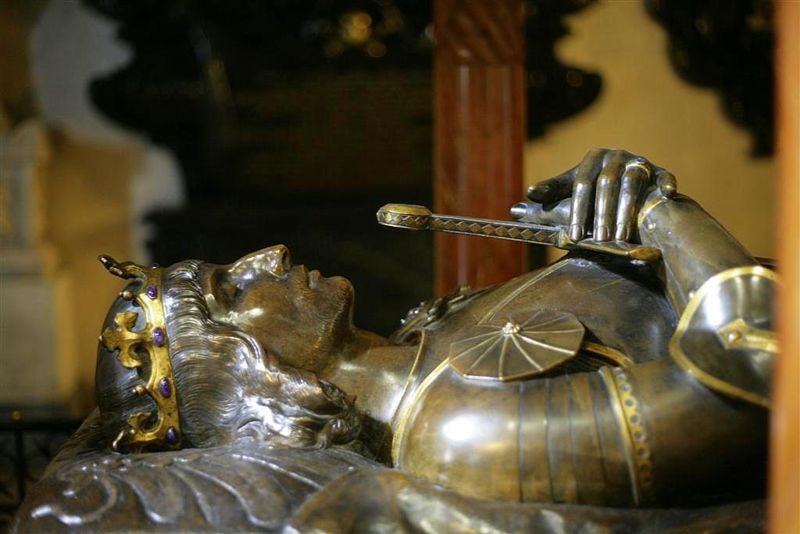
Túmulo de rei Vladislau de Varna
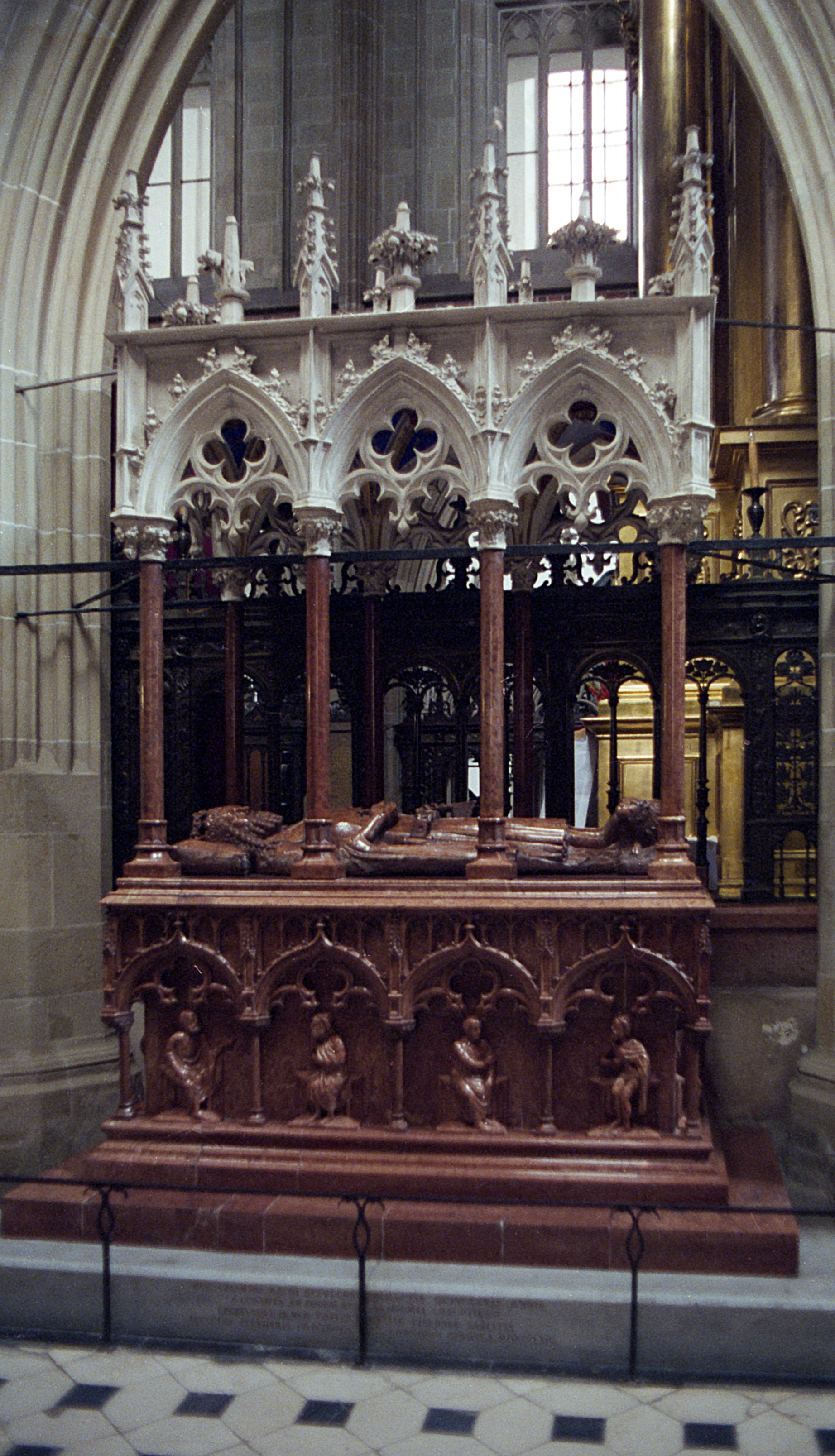
Túmulo de rei Casimiro III da Polônia
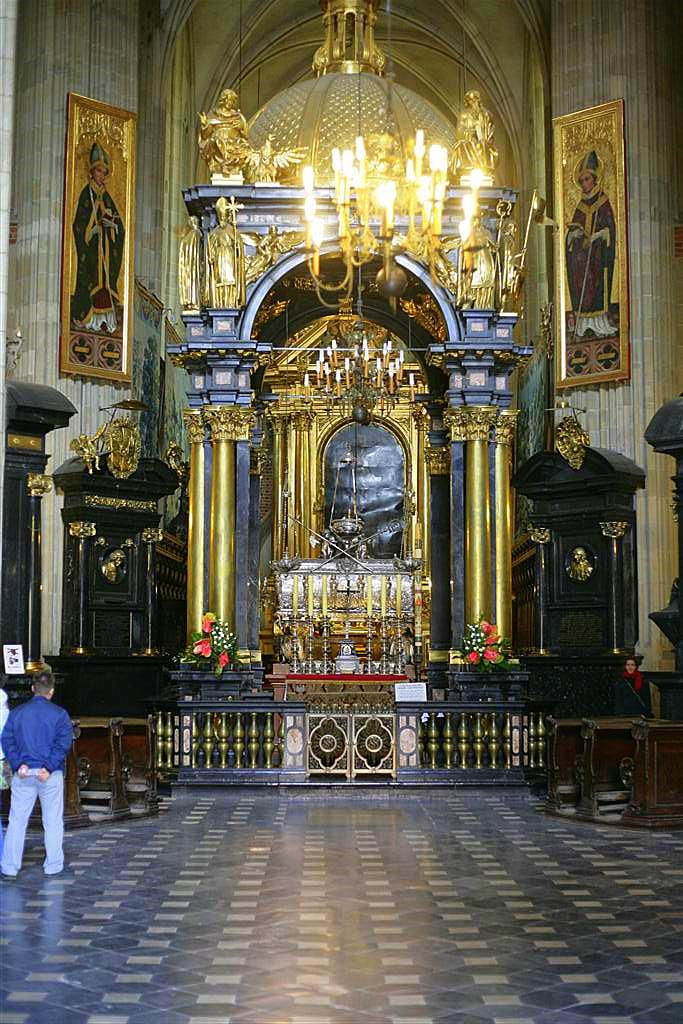
Sarcófago de São Estanislau
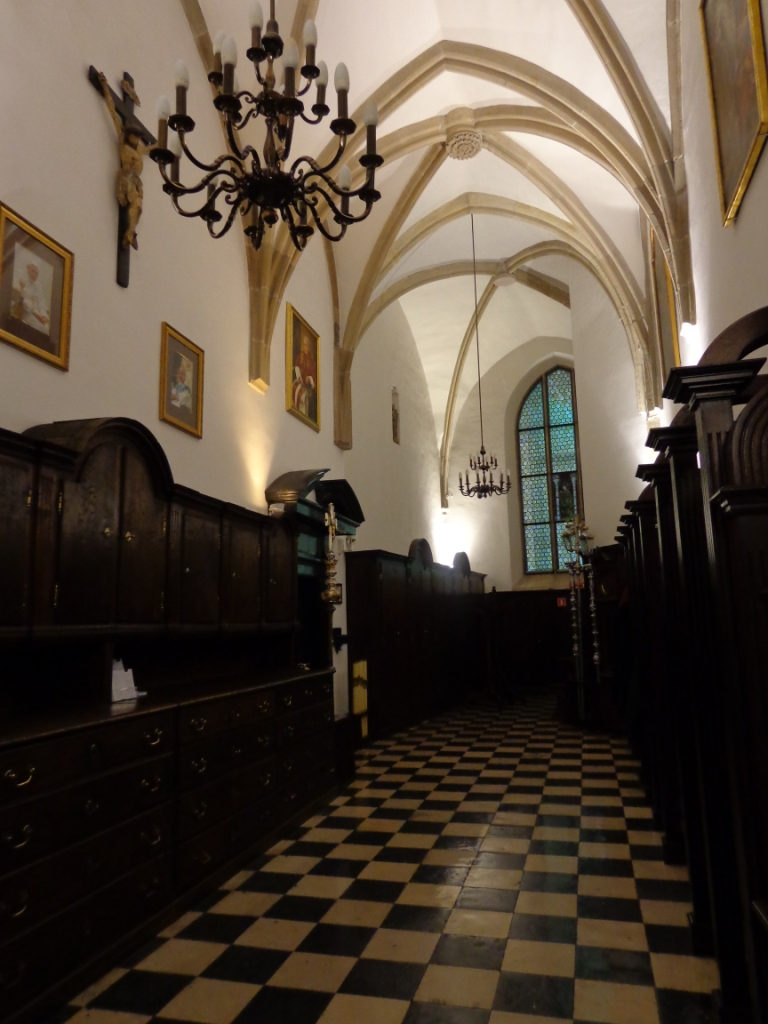
Sacristia

## Capelas e câmaras mortuárias
A Catedral Wawel tem sido o local de enterro principal para monarcas poloneses desde o século XIV. Como tal, foi significativamente ampliada e modificada ao longo do tempo, foram adicionadas várias capelas funerárias.
Capela de Sigismundo, ou Zygmunt ("Kaplica Zygmuntowska"), ao lado da parede sul da catedral, é uma das obras mais notáveis da arquitetura em Cracóvia e, talvez, "o mais puro exemplo da arquitetura renascentista fora da Itália". Financiada por Sigismundo I, o Velho, foi construído a partir de 1517 por Bartolomeu Berrecci, um arquiteto renascentista florentino, que passou a maior parte de sua carreira na Polônia.
A capela de base quadrada com uma cúpula dourada, que abriga os túmulos do seu fundador e os seus filhos, o rei Sigismundo II Augusto e Anna Jagiellon (Jagiellonka).

Mapa mostrando a localização da Catedral de Wawel.
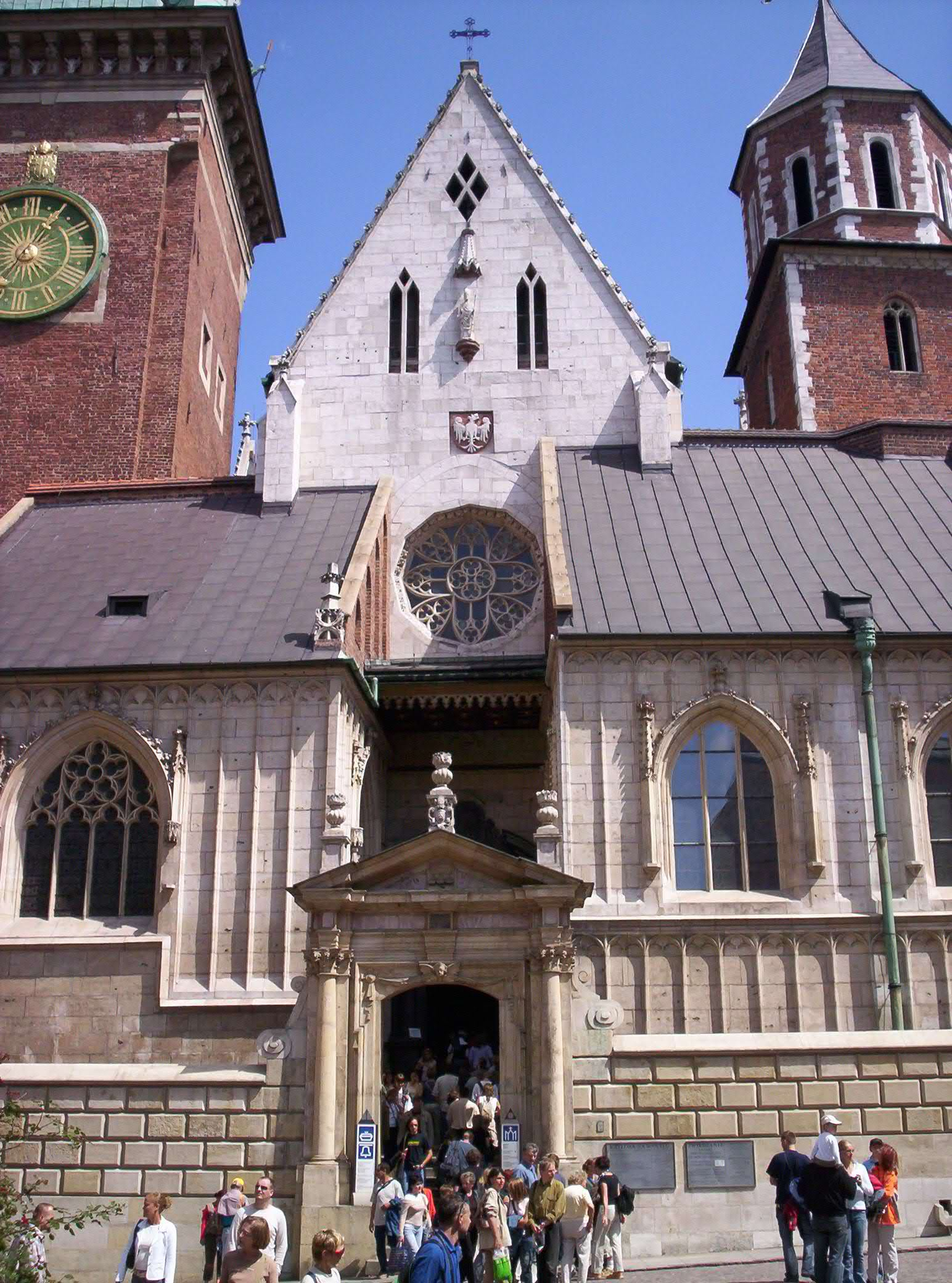
Portão principal entre a Capela de Santa Sofia (à direita) e a Capela Santa Cruz (à esquerda)
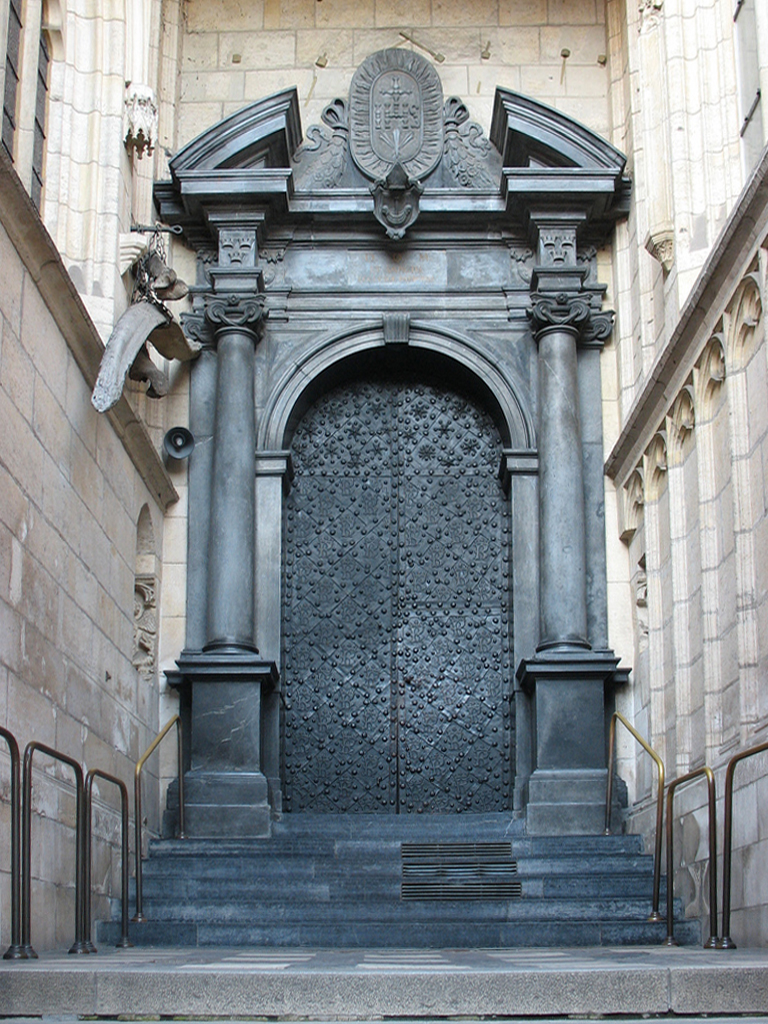
A entrada para a Catedral de Wawel, do oeste.
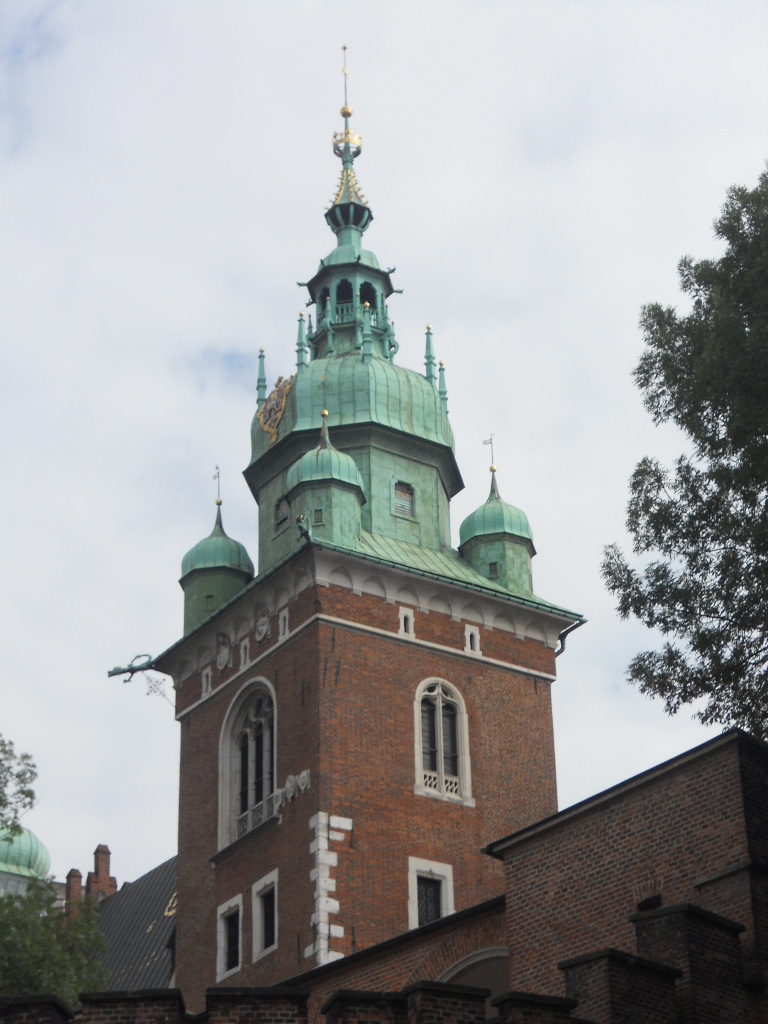
Torre de Sigismundo
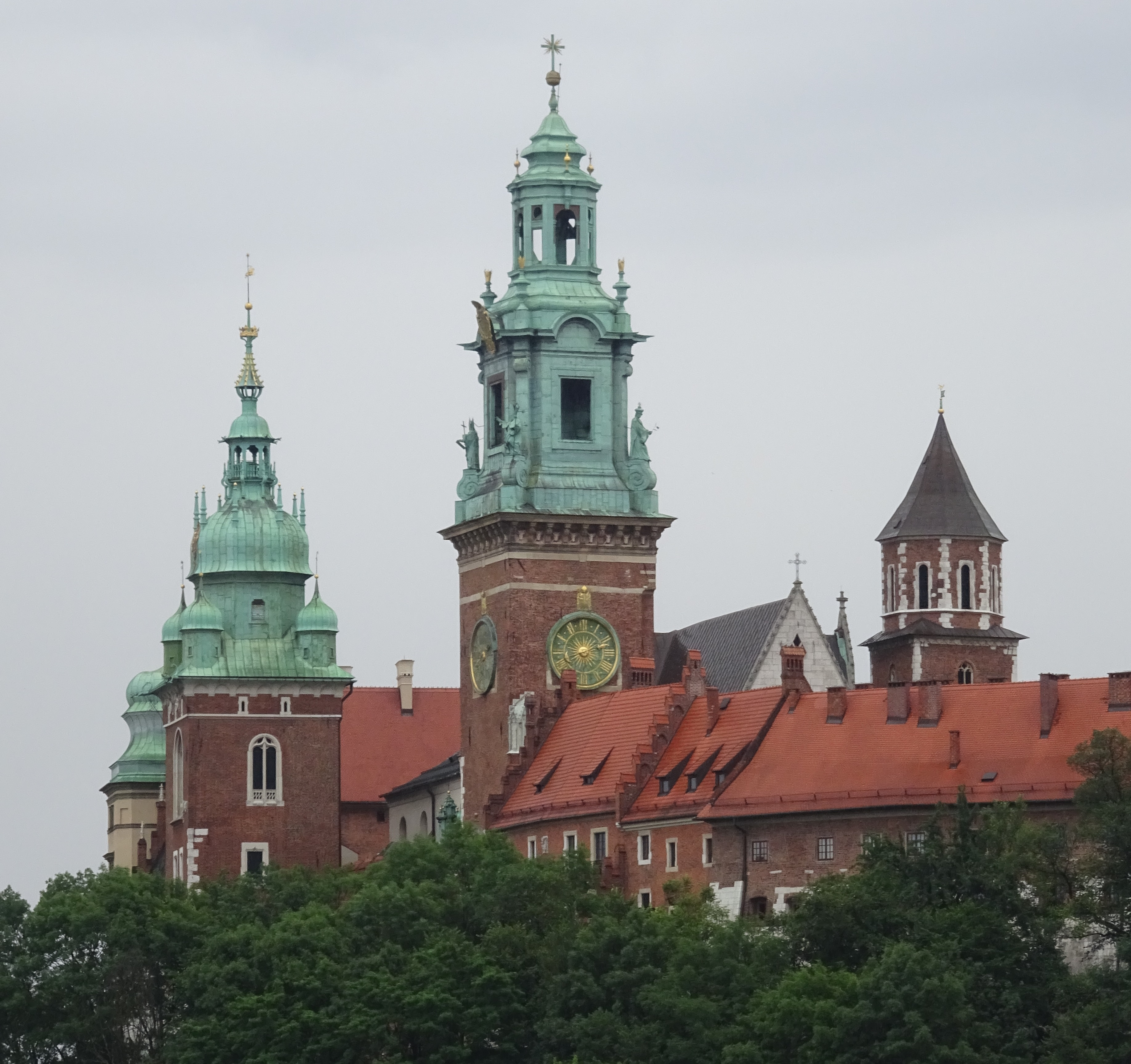
As icônicas três torres: Torre de Sigismundo, Torre do Relógio e a Torre do Sino de Prata.